# Johannes Görbing
Johannes Görbing (* 28. Juni 1877 in Weißensee, Provinz Sachsen, Preußen; † 30. Dezember 1946 in Hamburg) war ein deutscher Apotheker, Bodenkundler und Agrikulturphysiologe.

## Leben

### Lehr- und Wanderjahre
Der Sohn eines Lehrers absolvierte eine praktische Ausbildung als Apotheker und studierte seit 1900 an der Universität Göttingen. Er hörte Vorlesungen über Chemie, Physik, Botanik und Bakteriologie. 1902 bestand er das pharmazeutische Staatsexamen mit Auszeichnung. 1903 legte er außerdem das Examen als Nahrungsmittelchemiker ab. Nach zweijähriger Tätigkeit an einem Nahrungsmittel-Untersuchungsamt in Berlin, an der Versuchsstation der Landwirtschaftskammer in Danzig und am Staatlichen Hygiene-Institut in Hamburg übernahm er 1905 die Leitung der wissenschaftlichen Versuchsstation für biologische Abwasserreinigung des Hamburger Staates.
1907 unternahm Görbing eine Studienreise in die Vereinigten Staaten von Amerika. 1908 wurde er Abteilungsleiter in einem Handelslaboratorium in Hamburg, wo er sich überwiegend mit Untersuchungen von tropischen Futter- und Nahrungsmitteln beschäftigte. Während des Ersten Weltkriegs war er zunächst als Stabsapotheker auf dem westlichen Kriegsschauplatz eingesetzt, später als Hygieniker in Vorderasien. Auf seinen ausgedehnten Inspektionsreisen interessierte er sich mehr und mehr für die ackerbaulichen Probleme der Landwirte.

### Der Weg zum Ackerbauberater
Nach dem Ersten Weltkrieg widmete sich Görbing ganz der bodenkundlichen Beratung und Forschung. 1919 gründete er in Hamburg-Groß Borstel ein privates landwirtschaftliches Untersuchungslaboratorium, das er 1926 als „Forschungsanstalt für Bodenkunde und Pflanzenernährung“ nach Rellingen bei Pinneberg in einen von ihm errichteten Neubau verlegte. Er entwickelte die „Spatendiagnose“, eine einfache Methode, mit der jeder Landwirt den „Garezustand“ seiner Böden beurteilen konnte. Görbing, der sich in einigen seiner Schriften als „Agrikulturphysiologe“ bezeichnete, führte über zwanzig Jahre lang erfolgreiche Ackerbauberatungen in allen deutschen Provinzen durch. Maßgebenden Anteil hatte er daran, dass Franz Sekera 1943 einen „Reichsbodengesundheitsdienst“ begründete.
Görbing hat die Ergebnisse seiner Forschungen und die Erfahrungen seiner Beratungstätigkeit in zahlreichen Zeitschriften-Beiträgen  und in mehreren eigenständigen Schriften veröffentlicht. Sein zweibändiges Hauptwerk „Die Grundlagen der Gare im praktischen Ackerbau“ erschien erst 1948, also zwei Jahre nach seinem Tode. Im ersten Band, der auch einige Angaben zu seiner Biographie enthält, beschreibt Görbing ausführlich die Spatendiagnose und sein „Gare-Konzept“. Für die Schaffung einer optimalen Bodengare empfiehlt er den Landwirten eine angemessene Kalkdüngung, organische Bewirtschaftung und biologisch zweckmäßige Bodenbearbeitung. Der zweite Band enthält etwa 200 Fotos über die Methodik der Spatendiagnose und über die Beurteilungskriterien der Bodengare. Das Buch gehört seit Jahrzehnten zu den klassischen Werken auf dem Gebiet des ökologisch orientierten Acker- und Pflanzenbaus.

## Schriften (Auswahl)
- Endlaugenkalk. Eine Übersicht und kritische Studie. Wissenschaftlicher Verlag W. Gente Hamburg 1919.
- Die Kalkfrage, eine Grund- und Lebensfrage für Deutschlands Wiederaufstieg und Dänemarks Beispiel. Kalkverlag Berlin 1922.
- Die Kalkfrage im Rahmen der angewandten Bodenkunde und Kunstdüngerwirtschaft. Wissenschaftlicher Verlag W.Gente Hamburg 1925.
- Bodenreaktion und Kalkzustand, ihre Bedeutung für das Pflanzenwachstum. Kalkverlag Berlin 1926.
- Die Grundlagen der Gare im praktischen Ackerbau. 2 Bände. Landbuch-Verlag Hannover 1948.